# Sant’Omero
Sant'Omero község (comune) Olaszország Abruzzo régiójában, Teramo megyében.

## Fekvése
A megye északkeleti részén fekszik. Határai: Bellante, Campli, Civitella del Tronto, Corropoli, Mosciano Sant’Angelo, Nereto, Sant’Egidio alla Vibrata, Torano Nuovo és Tortoreto.

## Története
Első említése 1154-ből származik. A következő századokban nemesi birtok volt. Önálló községgé a 19. század elején vált, amikor a Nápolyi Királyságban felszámolták a feudalizmust.

## Népessége
A népesség számának alakulása:

## Főbb látnivalói
- Santa Maria a Vico-templom